# Strafvollzugsrecht (Türkei)
Der Strafvollzug in der Türkei wird durch das türkische Strafvollzugsgesetz (tStVollzG) und darauf aufbauende Vorschriften, insbesondere die Strafvollzugsordnung (tStVollzO), geregelt. Der Strafvollzug erfolgt in geschlossenen und offenen Haftanstalten, wobei bei ersteren eine Unterteilung in ordentliche und Hochsicherheitsgefängnisse stattfindet.

## Zuständigkeiten
Der Strafvollzug in der Türkei obliegt prinzipiell dem Justizministerium, das hierzu eine Generaldirektion für Straf- und Haftanstalten eingerichtet hat. Für die äußere Sicherheit ist jedoch die dem Generalstab zugeordnete Jandarma zuständig. Der Einsatz von Soldaten wurde vielfach kritisiert, da es insbesondere beim Transport von Gefangenen zur Behandlung oder zu Gerichtsterminen zu Übergriffen gekommen sein soll. Die türkische Regierung hat dem Europäischen Komitee zur Verhütung von Folter und unmenschlicher oder erniedrigender Behandlung oder Strafe (CPT) mehrfach versichert, Maßnahmen zu ergreifen, damit die Kompetenzen allein beim Justizministerium liegen.
Im Jahre 2008 wurde ein Gesetzesentwurf in die Große Nationalversammlung der Türkei eingebracht, der einen langsamen Abbau von militärischem Personal in den Gefängnissen ab dem Jahre 2009 vorsieht. Von den vier Ausschüssen, die sich mit dem Entwurf zu befassen haben, hatte sich bis August 2009 nur der Ausschuss für die Harmonisierung mit der Europäischen Union zu dem Entwurf geäußert.

## Einordnung von Gefangenen
Zu Beginn der Haft (im engeren Sinne nur Strafhaft) werden die Gefangenen einer Beobachtung (gözlem, früher müşahade) unterzogen, um sie einzustufen. Die Vorgehensweise wird in den Artikeln 23, 24 tStVollzG und in den Artikel 74, 75 tStVollzO geregelt.
Es geht dabei um physische und psychische Eigenschaften der Person, ihr soziales Umfeld, berufliche Tätigkeiten, moralische Vorstellungen, aber auch um eine Einstufung des Vergehens und der entsprechenden Haftanstalt. Dies soll in (noch einzurichtenden) Beobachtungszentren (gözlem merkezleri) oder in den entsprechenden Abteilungen der geschlossenen Haftanstalten geschehen. Die Überwachung wird in Einzelzellen durchgeführt, Art. 23 lit. d tStVollzG. Alle Personen, die zu einer Haftstrafe von zwei Jahren oder mehr verurteilt wurden, werden mit dem Ziel beobachtet, die Art des Strafvollzugs (genannt „Regime“; früher wurde das Wort tretman in Anlehnung an das englische Wort treatment, „Behandlung“, verwendet) zu bestimmen. Die Beobachtung darf 60 Tage nicht überschreiten.
Die Akte wird sodann an das Justizministerium geschickt, das festlegt, in welche Haftanstalt der oder die Gefangene eingewiesen wird. Dabei wird laut Artikel 24 tStVollzG in erster Linie zwischen folgenden Gruppen unterschieden: Erst- oder Wiederholungstäter, psychisch Kranke, Personen, die wegen Alter oder Gesundheit einer besonderen Behandlung bedürfen, gefährliche Gefangene, Terror-Schuldige, Mitglieder von kriminellen Vereinigungen. Über Art. 186 StVollzO kann Art. 75 tStVollzO auch auf Untersuchungshäftlinge Anwendung finden.

## Verschiedene Häftlinge und Haftanstalten
Im zweiten Teil des Strafvollzugsgesetzes (Artikel 8–15) werden die unterschiedlichen Haftanstalten in der Türkei beschrieben. Einige Besonderheiten sind:
| Art. | Anstalt                       | Details |
| 8    | geschlossene Anstalt          | Kontakt untereinander und mit der Umgebung möglich, Schwerpunkt: Besserung |
| 9    | Hochsicherheitsgefängnis      | Zimmer und Flure stets verschlossen, Zellen von 1–3 Personen |
| 10   | geschlossene Anstalt (Frauen) | Interne Aufsicht durch Frauen |
| 11   | geschlossene Anstalt (Kinder) | Insassen 12–18 Jahre alt, Schwerpunkt: Flucht verhindern und Ausbildung |
| 12   | geschlossene Anstalt (Jugend) | Insassen 18–21 Jahre alt, Jugendliche nach Art. 9 des Gesetzes 5275 sind in Sicherheitsabteilungen unterzubringen |
| 14   | offene Anstalt                | Kein Personal für äußere Sicherheit, Besserung sowie Beschäftigung und Beruf stehen im Vordergrund, bei Erststrafen unter 2 Jahren offener Vollzug, unter bestimmten Bedingungen wie z. B. Rückfall kann auch in den geschlossenen Vollzug verlegt werden. |
| 15   | Erziehung (Kinder)            | Kein Personal für die äußere Sicherheit, Schwerpunkt: Erziehung bzw. Beruf und Wiedereingliederung in die Gesellschaft |

Mehr Einzelheiten unter Liste von Gefängnissen in der Türkei

## Vollzug bei erschwerter lebenslanger Haftstrafe
Artikel 25 tStVollzG legt die Bedingungen des Strafvollzugs bei einer erschwerten lebenslangen Haftstrafe fest. Diese Art der Freiheitsstrafe ersetzt die seit dem Jahr 2002 abgeschaffte Todesstrafe. Hier steht im Einzelnen:
- Art. 25 lit. a: Der Verurteilte wird in einer Einzelzelle untergebracht.
- Art. 25 lit. b: Der Verurteilte hat das Recht auf täglich eine Stunde Hofgang und sportliche Betätigung.
- Art. 25 lit. c: Mit Rücksicht auf die Sicherheitslage und bei guter Führung und Anstrengungen im Erziehungsprogramm kann der Hofgang verlängert werden und in begrenztem Umfang die Möglichkeit gegeben werden, während des Hofgangs mit anderen Gefangenen in der gleichen Gebäudeeinheit zusammenzutreffen.
- Art. 25 lit. d: Wenn es die Räumlichkeiten erlauben und die Leitung es angemessen findet, können handwerkliche oder berufliche Aktivitäten stattfinden.
- Art. 25 lit. e: Wenn die Gefängnisleitung es für angebracht hält, kann ein Verurteilter einmal in zwei Wochen bis zu zehn Minuten mit einer unter f) genannten Person telefonieren.
- Art. 25 lit. f: Ehegatten, Eltern, Kinder und Geschwister dürfen den Verurteilten an einem bestimmten Tag alle zwei Wochen bis zu einer Stunde lang besuchen.
- Art. 25 lit. g: Der Verurteilte darf in keinem Fall außerhalb der Anstalt arbeiten oder sich aufhalten.
- Art. 25 lit. h: Der Verurteilte darf an keinen sportlichen oder Besserungsaktivitäten teilnehmen, die nicht von den internen Richtlinien vorgesehen sind.
- Art. 25 lit. i: Der Vollzug der Strafe des Verurteilten darf in keinem Fall ausgesetzt werden. Alle gesundheitlichen Maßnahmen für den Verurteilten bis auf medizinische Kontrolle und Notwendigkeiten müssen in der Vollzugsanstalt stattfinden; wo dies nicht möglich ist, sollen sie in einem vollständig ausgestatteten Staatskrankenhaus oder einer Universitätsklinik in Hochsicherheitszimmern für Gefangene erfolgen.

## Isolation und der Erlass Nr. 45/1
Nach Artikel 16 des Antiterrorgesetzes (ATG) mussten Gefangene, auf die dieses Gesetz Anwendung fand, in Gefängnissen untergebracht werden, die nach dem Zellensystem (Einzelzelle oder Zellen für drei Personen) aufgebaut waren. Nach dem Willen der Gesetzgeber sollten sie keinen Kontakt untereinander haben. Es gab lang anhaltenden Widerstand von Gefangenen, in solche Gefängnisse verlegt zu werden (Einzelheiten unter Typ-F-Gefängnis). Erst nach dem Erlass Nr. 45/1 des Justizministeriums aus dem Jahre 2007 wurde der Widerstand beendet.
Der am 22. Januar 2007 vom Justizministerium herausgegebene Erlass ist sehr umfangreich. Im ersten Teil werden die unterschiedlichen Anstalten des Vollzugs und die in ihnen untergebrachten Gefangenen aufgeführt. In einem zweiten Teil geht es um Verlegungen von einem Gefängnis(typ) zu einer anderen Haftanstalt. Im dritten Teil geht es um gemeinschaftliche Aktivitäten, die in den Hochsicherheitstrakten bis dahin auf 5 Stunden pro Woche beschränkt waren.
Wichtige Details dieses dritten Teils des Erlasses sind:
- Gefangene werden in Gruppen eingeteilt (u. a. nach Art ihrer Verbrechen, Führung usw.) und können in Gruppen von maximal zehn Personen an sportlichen, schulischen und kulturellen Programmen teilnehmen.
- Nach Art. 102 Abs. 1 tStvollzG und etlichen Empfehlungen des Europäischen Ministerkomitees soll dabei, so weit wie möglich, auf Hilfe von gesellschaftlichen Einrichtungen und Sozialdiensten zurückgegriffen werden.
- Die Verwaltungs- oder Beobachtungsräte (idare ve gözlem kurulları) entscheiden, wann Gefangene von den Programmen ausgeschlossen werden (z. B. nach Verstoß gegen Regeln).
- Wer mehr als drei Mal unentschuldigt an den Programmen nicht teilnimmt, kann ausgeschlossen werden.
- Strafhäftlingen in den Hochsicherheitstrakten, die zu erschwerter lebenslanger Haft verurteilt wurden, kann es unter Einschränkungen gestattet werden, mit Strafhäftlingen in der gleichen Einheit an solchen Programmen teilzunehmen.
- Sofern es die Sicherheit nicht gefährdet, können Gefangene, die von den Verwaltungs- oder Beobachtungsräten bestimmt werden, in Gruppen von maximal zehn Personen in Räumen für offene Besuche unter Überwachung der Verwaltung zu Gesprächen zusammenkommen.
- Gefangene, die mit Einzelhaft bestraft wurden, können nach Ablauf der Strafe, Gefangene, die eine andere Disziplinarstrafe erhielten, ohne Bedingung der Vollstreckung an diesen Aktivitäten teilnehmen.

## Bedingte Entlassung
Nach Art. 19 Abs. 1 des alten Strafvollzugsgesetz konnten Häftlinge, die zeitige Freiheitsstrafen zu verbüßen hatten, bei guter Führung grundsätzlich nach der Hälfte ihrer Haftzeit entlassen werden. Auf die Monate, die in offenen (açık) und halboffenen (yarı açık) Anstalten verbracht wurden, erfolgte gemäß Zusatzartikel 2 ein Abzug von sechs Tagen pro Monat, so dass Gefangene in der Regel nach weniger als der Hälfte ihrer Haftzeit entlassen wurden. Der Zusatzartikel 2 fand auch auf Gefangene im geschlossenen Vollzug Anwendung, soweit diese das Recht gehabt hätten, in den offenen oder halboffenen Vollzug verlegt zu werden. Aufgrund der in der Praxis weiten Auslegung „guter Führung“ wurden Gefangene in aller Regel nach zwei Fünfteln der zu verbüßenden Haftzeit entlassen. Für Personen, die nach dem Antiterrorgesetz verurteilt wurden, galt für eine bedingte Entlassung (türkisch şartla salıverme) das Verbüßen von drei Vierteln der Haftzeit (Art. 17 ATG aF). Für lebenslänglich Verurteilte galten besondere Regelungen.
Seit der Reform im Strafvollzugsrecht regelt Art. 107 des Gesetzes Nr. 5275 die bedingte Entlassung (türk. koşullu salıverme). Nach Art. 107 Abs. 2 tStVollzG können bei guter Führung Personen, die zu einer erschwerten (mit verschärftem Vollzug) lebenslangen Freiheitsstrafe verurteilt wurden, nach 30 Jahren entlassen werden (nach 36 Jahren, wenn sie mehrfach zu dieser Strafe verurteilt wurden). Personen, die zu einfacher lebenslangen Freiheitsstrafe verurteilt wurden, können nach 24 Jahren entlassen werden (bei mehrfachen lebenslangen Haftstrafen erhöht sich die Zeit auf 30 Jahre). Von zeitigen Freiheitsstrafen sind zwei Drittel der Haftzeit zu verbüßen.
Gemäß Art. 107 Abs. 4 tStVollzG müssen Personen, die wegen Gründung oder Führung einer kriminellen Vereinigung oder im Rahmen der Tätigkeit für eine kriminelle Vereinigung verurteilt wurden, für eine etwaige Entlassung drei Viertel der zeitigen Freiheitsstrafe verbüßen müssen. Bei lebenslanger Freiheitsstrafe mit verschärftem Vollzug beziehungsweise einfach lebenslanger Freiheitsstrafe gilt hier eine Mindesthaftdauer von 36 oder 30 Jahren. Bei mehrfach verhängten lebenslangen Haftstrafen gilt eine Mindesthaftdauer von 40 oder 34 Jahren.
Zudem gilt für Häftlinge, die nach dem ATG verurteilt wurden, dass sie nicht vorzeitig entlassen werden können, wenn sie während der Untersuchungshaft geflohen sind oder später während der Haft einen Fluchtversuch unternommen haben oder wegen eines Aufstands gegen die Gefängnisverwaltung verurteilt wurden. Dasselbe gilt, wenn gegen sie drei Mal ein Zellenarrest als Disziplinarmaßnahme verhängt wurde (Art. 17 ATG). Der Artikel 17 des ATG bestimmt ferner, dass auf Personen, die nach diesem Gesetz verurteilt wurden, Absatz 4 des Artikels 107 und der Artikel 108 des tStVollzG Anwendung finden. Dies bedeutet zunächst, dass sie frühestens nach Verbüßen von drei Viertel ihrer Haftstrafe bedingt entlassen werden können.
Der Artikel 108 des Gesetzes 5275 bezieht sich eigentlich auf Wiederholungstäter. Wiederholungstäter haben dann keinen Anspruch auf bedingte Entlassung, wenn sie zwei oder mehrere Male „rückfällig“ geworden sind. Diese Personen müssen ebenfalls drei Viertel der Haftstrafe verbüßt haben, bevor sie bedingt entlassen werden können.
Bei Personen, die zu lebenslanger Freiheitsstrafe mit verschärftem Vollzug wegen Straftaten verurteilt wurden, die sie innerhalb einer Organisation gegen die Staatssicherheit, gegen die verfassungsmäßige Ordnung und ihr Funktionieren oder gegen die nationale Verteidigung begangen haben, ist die bedingte Entlassung nicht möglich (Art. 107 Abs. 16 tStVollzG). Sie verbleiben bis zum physischen Tod in Haft.
Wird ein Häftling bedingt entlassen, so ist er zunächst auf Bewährung. Die Bewährungszeit endet in der Regel mit Ablauf der ursprünglich abzusitzenden Haftstrafe. Zudem kann die bedingte Entlassung während dieser Bewährungszeit widerrufen werden, etwa bei Verstößen gegen Auflagen. Bei Verurteilung zu erschwerter lebenslanger Haft sind 39 Jahre zu verbüßen und bei einfacher lebenslanger Haft sind 30 Jahre vor einer bedingten Haftentlassung zu verbüßen.

## Hafturlaub
Der 7. Abschnitt im Strafvollzugsgesetz (Artikel 92–97) und der 8. Abschnitt der Strafvollzugsordnung (Artikel 137–142) bestimmen die Möglichkeiten des Hafturlaubs. Neben Urlaub zur Arbeitssuche und besonderen Anlässen (wie Tod in der Familie) können Gefangene bis zu drei Mal im Jahr einen Heimaturlaub von drei Tagen (zuzüglich der Fahrtzeiten) erhalten, wenn sie sich im offenen Strafvollzug befinden oder nur aufgrund von Überbelegung im geschlossenen Vollzug verblieben sind, obwohl sie im offenen Vollzug sein könnten.